# 1956年のワールドシリーズ
1956年のワールドシリーズ（1956ねんのワールドシリーズ）は、1956年10月3日から10月10日まで行われたメジャーリーグのワールドシリーズである。

## 概要
第53回ワールドシリーズ。アメリカンリーグがニューヨーク・ヤンキース。ナショナルリーグがブルックリン・ドジャースと前年と同カードの対戦となった。結果は4勝3敗でニューヨーク・ヤンキースが3年ぶり17回目の優勝。 
MVPは第5戦でワールドシリーズ史上初の完全試合を達成したドン・ラーセンが受賞。現在でも、完全試合はおろかノーヒット・ノーランすら史上唯一の記録となっている。詳細は同項参照。

## 試合結果
表中のRは得点、Hは安打、Eは失策を示す。日付は現地時間。

### 第1戦 10月3日
- ニューヨーク州ニューヨーク／ブルックリン - エベッツ・フィールド

|            | 1 | 2 | 3 | 4 | 5 | 6 | 7 | 8 | 9 | R | H | E |
| ---------- | - | - | - | - | - | - | - | - | - | - | - | - |
| ヤンキース | 2 | 0 | 0 | 1 | 0 | 0 | 0 | 0 | 0 | 3 | 9 | 1 |
| ドジャース | 0 | 2 | 3 | 1 | 0 | 0 | 0 | 0 | X | 6 | 9 | 0 |

1. 勝利：サル・マグリー(1-0)
2. 敗戦：ホワイティ・フォード(0-1)
3. 本塁打
NYY：ミッキー・マントル1号2ラン（1回マグリー）、ビリー・マーチン1号ソロ（4回マグリー）
BRO：ジャッキー・ロビンソン1号ソロ（2回フォード）、ギル・ホッジス1号3ラン（3回フォード）
4. 観客動員数: 34,479人　試合時間：2時間32分

ヤンキースは初回にマントルの2ランで先制するが、ドジャースは2回にロビンソンのソロとカール・フリロの2塁打で追いつくと、3回には2死1、2塁からホッジスに3ランが飛び出し、ヤンキース先発フォードをKO。ヤンキースは4回にマーチンのソロで1点を返すが、ドジャースはその裏、ヤンキース2番手のクックスからサンディ・アモロスの適時打で再び3点差とする。ドジャース先発のマグリーは5回以降毎回走者を出しながらもヤンキース打線を抑え完投、ドジャースが先勝。
この第1戦を大統領選挙活動期間中のアイゼンハワー大統領が訪れ、始球式も行った。

### 第2戦 10月5日
- ニューヨーク州ニューヨーク／ブルックリン - エベッツ・フィールド

|            | 1 | 2 | 3 | 4 | 5 | 6 | 7 | 8 | 9 | R  | H  | E |
| ---------- | - | - | - | - | - | - | - | - | - | -- | -- | - |
| ヤンキース | 1 | 5 | 0 | 1 | 0 | 0 | 0 | 0 | 1 | 8  | 12 | 2 |
| ドジャース | 0 | 6 | 1 | 2 | 2 | 0 | 0 | 2 | X | 13 | 12 | 0 |

1. 勝利：ドン・ベセント(1-0)
2. 敗戦：トム・モーガン(0-1)
3. 本塁打
NYY：ヨギ・ベラ1号満塁（2回ニューカム）
BRO：デューク・スナイダー1号3ラン（2回バーン）
4. 観客動員数: 36,217人　試合時間：3時間26分

ヤンキースは初回にジョー・コリンズの適時打で先制すると、続く2回には1死2塁から9番ラーセンの左前打で1点を追加、さらに2死満塁とすると4番ベラに満塁本塁打が飛び出し、ドジャース先発ニューカムをKO。しかしその裏、ドジャースはヤンキース先発ラーセンから無死満塁のチャンスを作ると、ロイ・キャンパネラの犠飛でまず1点、さらに1死満塁となったところでヤンキースは投手をラーセンからクックスに変えるが、2番ピー・ウィー・リースに2点適時打が飛び出し3点差。ヤンキースは3番手にトミー・バーンを送るが、ドジャースは3番スナイダーが右中間に3ランを放ち同点に追いつく。ドジャースはさらに3回にヤンキース4番手スタディバントを攻め2死1、2塁から9番べセントが適時打を放ちついに逆転。直後の4回にヤンキースはスローターの犠飛で追いつくが、その裏ドジャースはヤンキース5番手モーガンからホッジスの2塁打で2点を勝ち越すと、続く5回にも2死1、2塁から再びホッジスに2点適時2塁打で4点差とする。8回にもジム・ギリアムの2点適時打で突き放したドジャースは、3回から登板のべセントが9回に1点を失うも後続を抑え、ドジャースがホームで連勝。

### 第3戦 10月6日
- ニューヨーク州ニューヨーク／ブロンクス - ヤンキー・スタジアム

|            | 1 | 2 | 3 | 4 | 5 | 6 | 7 | 8 | 9 | R | H | E |
| ---------- | - | - | - | - | - | - | - | - | - | - | - | - |
| ドジャース | 0 | 1 | 0 | 0 | 0 | 1 | 1 | 0 | 0 | 3 | 8 | 1 |
| ヤンキース | 0 | 1 | 0 | 0 | 0 | 3 | 0 | 1 | X | 5 | 8 | 1 |

1. 勝利：ホワイティ・フォード(1-1)
2. 敗戦：ロジャー・クレイグ(0-1)
3. 本塁打
BRO：なし
NYY：マーチン2号ソロ（2回クレイグ）、イーノス・スローター1号3ラン（6回クレイグ）
4. 観客動員数: 73,977人　試合時間：2時間17分

連敗のヤンキースは第1戦で3回KOのフォードが中2日で先発するが、ドジャースは2回に1死1、3塁からキャンパネラの犠飛で先制。その裏ヤンキースがマーティンのソロで追いつき、1-1で迎えた6回、ドジャースは3塁打のリースをスナイダーが犠飛で返し勝ち越すが、その裏ヤンキースはドジャース先発クレイグを攻め2死1、3塁から5番スローターに3ランが飛び出し逆転。直後の7回にフォードは3塁手ギル・マクドゥガルドの失策で1点を失うが、8回にベラの2塁打で再び2点差とすると、フォードは9回を抑え完投、ヤンキースが1勝目。

### 第4戦 10月7日
- ニューヨーク州ニューヨーク／ブロンクス - ヤンキー・スタジアム

|            | 1 | 2 | 3 | 4 | 5 | 6 | 7 | 8 | 9 | R | H | E |
| ---------- | - | - | - | - | - | - | - | - | - | - | - | - |
| ドジャース | 0 | 0 | 0 | 1 | 0 | 0 | 0 | 0 | 1 | 2 | 6 | 0 |
| ヤンキース | 1 | 0 | 0 | 2 | 0 | 1 | 2 | 0 | X | 6 | 7 | 2 |

1. 勝利：トム・スタディバント(1-0)
2. 敗戦：カール・アースキン(0-1)
3. 本塁打
BRO：なし
NYY：マントル2号ソロ（6回ローバック）、ハンク・バウアー1号2ラン（7回ドライスデール）
4. 観客動員数: 69,705人　試合時間：2時間43分

ヤンキースは1回裏にベラの適時打で先制、ドジャースは4回表にホッジスの適時打で追いつくが、その裏ヤンキースは1死1、2塁からマーチンの適時打とマクドゥガルドの犠飛で2点を勝ち越し。6回にマントルのソロ、7回にバウアーの2ランで点差を広げたヤンキースは、先発スタディバントが9回にキャンパネラの適時打で1点を失い、なおも1死満塁とされるも後続を抑え完投、2勝2敗のタイとした。

### 第5戦 10月8日
- ニューヨーク州ニューヨーク／ブロンクス - ヤンキー・スタジアム

|            | 1 | 2 | 3 | 4 | 5 | 6 | 7 | 8 | 9 | R | H | E |
| ---------- | - | - | - | - | - | - | - | - | - | - | - | - |
| ドジャース | 0 | 0 | 0 | 0 | 0 | 0 | 0 | 0 | 0 | 0 | 0 | 0 |
| ヤンキース | 0 | 0 | 0 | 1 | 0 | 1 | 0 | 0 | X | 2 | 5 | 0 |

1. 勝利：ドン・ラーセン(1-0)
2. 敗戦：サル・マグリー(1-1)
3. 本塁打
BRO：なし
NYY：マントル3号ソロ（4回マグリー）
4. 観客動員数: 64,519人　試合時間：2時間6分

ヤンキース・ラーセン、ドジャース・マグリーの両先発の好投で1人の走者も出ないまま迎えた4回裏、ヤンキースは2死から3番マントルのソロで先制。直後の5回表、マントルはドジャース5番ホッジスの左中間への飛球を背走して好捕しラーセンを盛り上げる。6回にもバウアーの適時打で2点の援護を貰ったラーセンは8回まで打者24人に対し1人も走者を出さず9回を迎える。そして9回表、ラーセンは7番フリロを右飛、8番キャンパネラを2ゴロに打ち取り2死を取ると、最後はマグリーの代打デイル・ミッチェルを見逃し三振に仕留め、97球でワールドシリーズ史上初の完全試合を達成した。

### 第6戦 10月9日
- ニューヨーク州ニューヨーク／ブルックリン - エベッツ・フィールド

|            | 1 | 2 | 3 | 4 | 5 | 6 | 7 | 8 | 9 | 10 | R | H | E |
| ---------- | - | - | - | - | - | - | - | - | - | -- | - | - | - |
| ヤンキース | 0 | 0 | 0 | 0 | 0 | 0 | 0 | 0 | 0 | 0  | 0 | 7 | 0 |
| ドジャース | 0 | 0 | 0 | 0 | 0 | 0 | 0 | 0 | 0 | 1  | 1 | 4 | 0 |

1. 勝利：クレム・ラバイン(1-0)
2. 敗戦：ボブ・ターリー(0-1)
3. 本塁打
NYY：なし
BRO：なし
4. 観客動員数: 33,224人　試合時間：2時間37分

前日の完全試合のショックが抜けないドジャース打線はヤンキース先発ターリー相手に7回まで散発2安打、10三振と振るわず。8回裏、ドジャースは毎回のように走者を出しながらヤンキース打線を抑えてきた9番ラバインが2塁打で出塁。2死後、ターリーはスナイダーを敬遠し4番ロビンソンと勝負するが、ロビンソンは3飛に倒れ試合は延長へ。10回裏、ドジャースが1死2塁の好機を作ると、ターリーはまたもスナイダーを歩かせロビンソンとの勝負を選択。今度はロビンソンの打球が左翼スローターの頭上を超えサヨナラとなり、決着は前年に続き第7戦に持ち越された。

### 第7戦 10月10日
- ニューヨーク州ニューヨーク／ブルックリン - エベッツ・フィールド

|            | 1 | 2 | 3 | 4 | 5 | 6 | 7 | 8 | 9 | R | H  | E |
| ---------- | - | - | - | - | - | - | - | - | - | - | -- | - |
| ヤンキース | 2 | 0 | 2 | 1 | 0 | 0 | 4 | 0 | 0 | 9 | 10 | 0 |
| ドジャース | 0 | 0 | 0 | 0 | 0 | 0 | 0 | 0 | 0 | 0 | 3  | 1 |

1. 勝利：ジョニー・クックス(1-0)
2. 敗戦：ドン・ニューカム(0-1)
3. 本塁打
NYY：ヨギ・ベラ2号2ラン（1回ニューカム）・3号2ラン（3回ニューカム）、エルストン・ハワード1号ソロ（4回ニューカム）、ビル・スコウロン1号満塁（7回クレイグ）
BRO：なし
4. 観客動員数: 33,782人　試合時間：2時間19分

1回表、ヤンキースは安打と盗塁のバウアーを2塁に置き4番ベラが2ランを放ち先制。その裏ドジャースは2番リースの四球と3番スナイダーの安打で1死1、2塁とするが、4番ロビンソンが投ゴロ併殺打に倒れ得点できず。すると3回、ヤンキースはベラに2打席連続の2ランが飛び出し、続く4回にも先頭ハワードがソロを放ったところで、ドジャース先発ニューカムはシーズン27勝の実力を発揮できないままKO。さらに7回にもスコウロンにグランドスラムが飛び出し試合を決めた。ヤンキース先発クックスは意気消沈のドジャース打線を散発3安打に抑え完封、ヤンキースが3年ぶりに世界一に返り咲いた。
この試合で最後の打者となったロビンソンは10月下旬から11月上旬にかけて行われた日米野球に参加したが、帰国後の12月13日にニューヨーク・ジャイアンツとのトレード話が持ち上がり、これを拒否して翌年1月23日に現役引退を表明し、このワールドシリーズが最後のプレーとなった。